# باتريسيو ألمندرا
باتريسيو أنطونيو ألمندرا سيفوينتيس (بالإسبانية: Patricio Antonio Almendra Cifuentes)‏ المعروف باسم باتريسيو ألمندرا (بالإسبانية: Patricio Almendra)‏ (مواليد 3 سبتمبر 1977) لاعب كرة قدم تشيلي الذي كان مساعد مدرب فريق الدرجة الثانية ديبورتيس كونسيبسيون خورخي غارسيا في عام 2011.

## الإنجازات

### الأندية
- ديبورتيس كونسيسبيون
  - إخراج المغلوب في كأس ليبرتادوريس (1): 2000
- الأهلي
  - كأس رئيس دولة الإمارات (1): 2004

## وصلات خارجية
- Almendra at Football Lineups
- باتريسيو ألمندرا على موقع قاعدة بيانات كرة القدم.إي يو (الإنجليزية)
- باتريسيو ألمندرا على موقع ناشيونال فوتبول تيمز (الإنجليزية)
- باتريسيو ألمندرا على موقع Soccerway.com (الإنجليزية)
- باتريسيو ألمندرا على موقع عالم كرة القدم.نت (الإنجليزية)
- BDFA Profile (بالإسبانية)